# Valenza
Valenza é uma comuna italiana da região do Piemonte, província de Alexandria, com cerca de 20.305 habitantes. Estende-se por uma área de 50,05 km², tendo uma densidade populacional de 406 hab/km². Faz fronteira com Alessandria, Bassignana, Bozzole, Frascarolo (PV), Giarole, Mirabello Monferrato, Pecetto di Valenza, Pomaro Monferrato, San Salvatore Monferrato, Suardi (PV), Torre Beretti e Castellaro (PV).

## Demografia
| Variação demográfica do município entre 1861 e 2011                               |
|                                                                                   |
| Fonte: Istituto Nazionale di Statistica (ISTAT) - Elaboração gráfica da Wikipedia |